# 蜜果樹之戀
《蜜果樹之戀》（英語：Fig Tree）是一部2018年上映的劇情電影，由衣索比亞裔以色列導演阿菈姆·戴維安執導，埃塞俄比亞、法國、德國、以色列四國合作拍攝。電影以1980年代後期衣索比亞內戰為背景，部分劇情取材至導演阿菈姆·戴維安的童年經歷。這部電影在2018年多倫多國際電影節首映，戴維安藉由該片獲得了Eurimages Audentia最佳女導演獎。

## 劇情大意
1989年埃塞俄比亞內戰期間，16歲的猶太女孩米娜與祖母和受傷的兄弟一起住在首都亞的斯亞貝巴郊區。米娜（伯利恆·阿斯瑪瑪瓦飾）在一棵僻靜的無花果（又稱蜜果）樹旁與兒時玩伴伊萊（約翰內斯·穆薩飾）共度時光。在戰爭的陰影下，米娜的家庭制定了一個逃往以色列的計劃，但米娜希望救出基督徒男友艾里才願意前行，以免他被強迫加入軍隊。

## 外部連結
- 互联网电影数据库（IMDb）上《Fig Tree》的资料（英文）